# Дерен-Джилга
Дерен-Джилга (рос. Дерен-Джилга, Ов. Ащи-Джилга, Аши-Джилга, крим. Deren Cılğa, Дерен Джылгъа) — маловодна річка в Україні у Білогірському районі Автономної Республіки Крим, на Кримському півосторі. Ліва притока Сарису (басейн Азовського моря).

## Опис
Довжина річки 10 км, площа басейну річки 30 км², найкоротша відстань між витоком і гирлом — 8,64  км, коефіцієнт звивистості річки — 1,16 . Формується багатьма безіменними струмками та загатами.
На річці облаштовано 4 рибоводних ставка площою 1,13; 0,44; 1,29 і 2,5 га.

## Розташування
Бере початок на північно-східній стороні від села Зеленогірське (до 1945 року — Ефендикой, крим. Efendiköy, рос. Зеленогорское) . Тече переважно на північний схід і у східній часитні міста Білогірськ (до 1944 року — Карасубаза́р; рос. Белогорск, крим. Qarasuvbazar)  впадає у річку Сарису, ліву притоку Біюк-Карасу.

## Цікаві факти
- На лівому березі річки розташований автошлях Р23 (автомобільний шлях регіонального значення на території України, Сімферополь — Феодосія)[3].
- У минулому столітті у верхів'ї річки існівало багато водяних млинів[6].